# Lepta mendesi
Lepta mendesi är en tvåvingeart som beskrevs av Schmitz 1938. Lepta mendesi ingår som enda art i släktet Lepta och familjen puckelflugor.
Artens utbredningsområde är Portugal. Inga underarter finns listade i Catalogue of Life.